# バスケ☆FIVE〜日本バスケ応援宣言〜
『バスケ☆FIVE～日本バスケ応援宣言～』（バスケ☆ファイブ～にほんバスケおうえんせんげん～）は、2022年4月2日からテレビ朝日の制作により、ANN系列のフルネット24局で放送されているバスケットボール関連の情報バラエティー番組である。
本項では前身の『HIGH☆FIVE 日本バスケ応援宣言』についても記す。

## 番組概要
2021年10月9日にテレビ朝日単独放送（関東ローカル）の『HIGH☆FIVE 日本バスケ応援宣言』として放送開始。MCはハライチの澤部佑と、テレビ朝日アナウンサーの佐藤ちひろが務める。NBA、Bリーグ、男女バスケットボール日本代表、高校バスケ、3x3、車いすバスケなど、バスケットボールの幅広いカテゴリーを取り上げる。
2022年3月26日まで放送された後、翌週の4月2日放送分から番組名を『バスケ☆FIVE～日本バスケ応援宣言～』に改め、ANN系列のフルネット24局での全国放送になった。引き続きMCは澤部と佐藤が担当。なお、『ラブ!!Jリーグ』と同様、全国ネットながら番組販売の形が取られており、放送時間は基本的に各局ごとに異なる（深夜に編成している局が多い）。また、テレ朝動画、TVer等でのネット配信も行われている。
バスケットLIVEでは当番組のスピンオフ特集が配信されている。
2023年10月からはテレビ朝日での放送時間を土曜1時15分（金曜深夜）開始に変更、さらに2024年4月からは月曜1時25分（日曜深夜）開始、同年10月からは月曜1時40分（日曜深夜）開始にそれぞれ変更した。引き続き各局で放送時間は異なるものの系列フルネット24局で放送されている。

## 出演
- 澤部佑（ハライチ）
- 佐藤ちひろ（テレビ朝日アナウンサー）

## 放送時間
| 放送時期            | 放送期間   | 放送期間   | 放送時間（JST）              |
| ------------------- | ---------- | ---------- | ---------------------------- |
| 『HIGH☆FIVE』時代   | 2021.10.09 | 2022.03.26 | 土曜 11:00 - 11:20           |
| 『バスケ☆FIVE』時代 | 2022.04.02 | 2023.09.30 | 土曜 11:00 - 11:15           |
| 『バスケ☆FIVE』時代 | 2023.10.07 | 2024.03.30 | 土曜（金曜深夜） 1:15 - 1:30 |
| 『バスケ☆FIVE』時代 | 2024.04.08 | 2024.09.30 | 月曜（日曜深夜） 1:25 - 1:40 |
| 『バスケ☆FIVE』時代 | 2024.10.07 | 現在       | 月曜（日曜深夜） 1:40 - 1:55 |

## スタッフ
- ナレーション：久保田直子（テレビ朝日アナウンサー）
- 構成：関圭一朗
- 技術協力：文化工房
- チーフディレクター:平川和志、山口大貴
- プロデューサー:橋本健志、青沼英尚、辻成人（文化工房）、志藤恵（文化工房）、久米和也（TBSスパークル）
- ゼネラルプロデューサー：宮崎遊
- 制作協力：文化工房、TBSスパークル
- 制作：テレビ朝日スポーツ局
- 制作著作：テレビ朝日

## ネット局

### 2023年10月から
| 放送地域       | 放送局                       | 放送時間                     | 備考         |
| -------------- | ---------------------------- | ---------------------------- | ------------ |
| 関東広域圏     | テレビ朝日（EX）             | 土曜（金曜深夜） 1:15 - 1:30 | 制作・幹事局 |
| 北海道         | 北海道テレビ（HTB）          | 水曜（火曜深夜）1:55 - 2:10  |              |
| 青森県         | 青森朝日放送（ABA）          | 水曜（火曜深夜）0:45 - 1:00  |              |
| 岩手県         | 岩手朝日テレビ（IAT）        | 月曜（日曜深夜）0:55 - 1:10  |              |
| 宮城県         | 東日本放送（khb）            | 月曜（日曜深夜）1:33 - 1:50  |              |
| 秋田県         | 秋田朝日放送（AAB）          | 月曜（日曜深夜）1:15 - 1:30  |              |
| 山形県         | 山形テレビ（YTS）            | 水曜（火曜深夜）1:00 - 1:15  |              |
| 福島県         | 福島放送（KFB）              | 土曜（金曜深夜） 1:15 - 1:30 | 同時ネット   |
| 新潟県         | 新潟テレビ21（UX）           | 水曜（火曜深夜）1:35 - 1:50  | [ 注釈 2 ]   |
| 長野県         | 長野朝日放送（abn）          | 水曜（火曜深夜）0:50 - 1:05  |              |
| 静岡県         | 静岡朝日テレビ（SATV）       | 土曜（金曜深夜） 1:15 - 1:30 | 同時ネット   |
| 石川県         | 北陸朝日放送（HAB）          | 水曜（火曜深夜）0:58 - 1:13  |              |
| 中京広域圏     | 名古屋テレビ（メ〜テレ/NBN） | 月曜（日曜深夜）2:00 - 2:15  |              |
| 近畿広域圏     | 朝日放送テレビ（ABC TV）     | 月曜（日曜深夜）2:10 - 2:25  |              |
| 広島県         | 広島ホームテレビ（HOME）     | 月曜（日曜深夜）2:10 - 2:25  |              |
| 山口県         | 山口朝日放送（yab）          | 日曜（土曜深夜）1:15 - 1:30  |              |
| 香川県・岡山県 | 瀬戸内海放送（KSB）          | 水曜（火曜深夜）1:40 - 1:55  |              |
| 愛媛県         | 愛媛朝日テレビ（eat）        | 火曜（月曜深夜）1:38 - 1:53  |              |
| 福岡県         | 九州朝日放送（KBC）          | 日曜（土曜深夜）2:30 - 2:45  |              |
| 長崎県         | 長崎文化放送（ncc）          | 月曜（日曜深夜）0:55 - 1:10  |              |
| 熊本県         | 熊本朝日放送（KAB）          | 月曜（日曜深夜）1:45 - 2:00  |              |
| 大分県         | 大分朝日放送（OAB）          | 水曜（火曜深夜）1:20 - 1:35  |              |
| 鹿児島県       | 鹿児島放送（KKB）            | 水曜（火曜深夜）1:20 - 1:35  |              |
| 沖縄県         | 琉球朝日放送（QAB）          | 月曜（日曜深夜）1:30 - 1:45  |              |

### 2023年9月まで
| 放送地域       | 放送局                       | 放送時間                    | 備考         |
| -------------- | ---------------------------- | --------------------------- | ------------ |
| 関東広域圏     | テレビ朝日（EX）             | 土曜 11:00 - 11:15          | 制作・幹事局 |
| 北海道         | 北海道テレビ（HTB）          | 日曜（土曜深夜）2:35 - 2:50 |              |
| 青森県         | 青森朝日放送（ABA）          | 水曜（火曜深夜）1:15 - 1:30 |              |
| 岩手県         | 岩手朝日テレビ（IAT）        | 月曜（日曜深夜）0:55 - 1:10 |              |
| 宮城県         | 東日本放送（khb）            | 日曜（土曜深夜）2:30 - 2:45 |              |
| 秋田県         | 秋田朝日放送（AAB）          | 月曜（日曜深夜）1:00 - 1:15 |              |
| 山形県         | 山形テレビ（YTS）            | 水曜（火曜深夜）1:00 - 1:15 |              |
| 福島県         | 福島放送（KFB）              | 土曜 11:00 - 11:15          | 同時ネット   |
| 新潟県         | 新潟テレビ21（UX）           | 日曜 11:20 - 11:35          | [ 注釈 3 ]   |
| 長野県         | 長野朝日放送（abn）          | 月曜（日曜深夜）0:25 - 0:40 |              |
| 静岡県         | 静岡朝日テレビ（SATV）       | 日曜（土曜深夜）0:55 - 1:10 |              |
| 石川県         | 北陸朝日放送（HAB）          | 月曜（日曜深夜）0:55 - 1:10 |              |
| 中京広域圏     | 名古屋テレビ（メ〜テレ/NBN） | 月曜（日曜深夜）0:57 - 1:12 |              |
| 近畿広域圏     | 朝日放送テレビ（ABC TV）     | 日曜 5:20 - 5:35            |              |
| 広島県         | 広島ホームテレビ（HOME）     | 月曜（日曜深夜）2:10 - 2:25 |              |
| 山口県         | 山口朝日放送（yab）          | 日曜（土曜深夜）0:45 - 1:00 |              |
| 香川県・岡山県 | 瀬戸内海放送（KSB）          | 水曜（火曜深夜）1:40 - 1:55 |              |
| 愛媛県         | 愛媛朝日テレビ（eat）        | 火曜（月曜深夜）1:38 - 1:53 |              |
| 福岡県         | 九州朝日放送（KBC）          | 月曜（日曜深夜）0:55 - 1:10 |              |
| 長崎県         | 長崎文化放送（ncc）          | 月曜（日曜深夜）0:55 - 1:10 |              |
| 熊本県         | 熊本朝日放送（KAB）          | 月曜（日曜深夜）1:45 - 2:00 |              |
| 大分県         | 大分朝日放送（OAB）          | 水曜（火曜深夜）1:20 - 1:35 |              |
| 鹿児島県       | 鹿児島放送（KKB）            | 水曜（火曜深夜）1:20 - 1:35 |              |
| 沖縄県         | 琉球朝日放送（QAB）          | 月曜（日曜深夜）1:30 - 1:45 |              |

### 注記
1. ↑  クロスネットの福井放送・テレビ宮崎を除く。
2. ↑  2024年9月までは水曜（火曜深夜）1:05 - 1:20。2024年10月より、表記の時間で放送。
3. ↑  2022年9月までは水曜 1:50 - 2:05（火曜深夜）、2022年10月から2023年3月までは水曜 1:35 - 1:50（火曜深夜）。2023年4月より、表記の時間で放送。